# تروينبريتزن
تروين بريتزن (بالألمانية: Treuenbrietzen) هي بلدة ألمانية تقع في ألمانيا في Potsdam-Mittelmark. يقدر عدد سكانها بـ 8,207 نسمة .

## أعلام
- هارون إسحاق
- اريك فيش
- هانس هايس
- هنري ماسك